# Шатилов Микола Євгенович
Микола Євгенович Шатилов (нар. 10 жовтня 1939, Харків — помер з березня 2022, Чехія) — український поет, есеїст, критик і перекладач, який мешкає в Чехії.

## Життєпис
Вища освіта — Харківський університет, філологія.
У половині 70-х вів критичний відділ місячника «Прапор» (нині — «Березіль»). За схвальний відгук про в'язненого кагебістами новеліста Василя Захарченка вдостоївся «вовчого білета» як політично неблагонадійний.
У грудні 1978-го заарештований в Луцькому з вантажем нелегальщини. Винуватився за статтями приватне підприємництво, ношення зброї. Відбував кару по в'язницях Луцького, Львова, Харкова.
Згодом — сезонник, польовий сторож, конюх…
Писав лише в стіл.
Після політичних змін у Чехословаччині виїхав з України.
У Празі на спілку з Лідією та Віктором Райчинцями закладав «Українську ініціятиву в Чеській республіці». Був начальним редактором її часопису «Пороги».
З-під пера Миколи Шатилова вийшла перша в Чехії об'єктивна публікація про Степана Бандеру Smrt v podzimním Mnichove (Svět v obrazech) й чимало газетних статей чесько-української тематики (Lidové noviny, Literární noviny, Necenzurované noviny, Svobodný hlas).
Якийсь час помічникував у начального редактора лондонського «Визвольного Шляху». У Лондоні з благословення Слави Стецько став членом Організації Українських Націоналістів (бандерівців).
Як публіцист пописався на Radio Free Europe/Radio Liberty, а пізніше на висильні Deutsche Welle.
Перекладав чеських письменників: Ян Забрана, Петр Шабах, Квєта Легатова, Едгар Дутка, Милан Матєйчик.
Видав книжку есеїв «Спадок спинених годинників» (2007), книжку лірики «Дана» (2009), спомини «Кляті сімдесяті…» (2011).
Останньо у київському «Всесвіті» побачили світ такі писання Миколи Шатилова, як «Десять празьких листів», «Чеські медальйони», «Дні неоголошеної війни», «Смерть на ім'я Мерседес», «Вітер з-над озера Ері», «Йшли селом, йшли селом бандерівці», «Життя й загибель ідола», «Швейк-не-Швейк, папужачий полк та всяке інше веселе й невеселе», «Тінь з бульвару Мортьє».
Як твердить сам письменник, його поетичні вчителі — Євген Плужник та Володимир Свідзинський, а його мовний направник — Святослав Караванський.